# World Press Photo of the Year
World Press Photo of the Year – najważniejszy konkurs branżowy fotografów z całego świata pracujących dla prasy, organizowany przez holenderską fundację World Press Photo. Fundacja działa od 1955 roku, ma siedzibę w Amsterdamie. Odbywa się corocznie, wyniki ogłaszane są w lutym. Przebiega w kilkunastu kategoriach obejmujących fotografie pojedyncze i serie (reportaże), takich jak zdjęcie roku, zdarzenia, ludzie w zdarzeniach, sportowe sytuacje, ludzie sportu, życie codzienne, portrety, sztuka, przyroda. Przyznawane jest też wyróżnienie jury młodzieżowego.

## Polscy laureaci
Do 2015 roku w World Press Photo Polacy otrzymali 35 nagród, w tym 6 krotnie dostali I nagrodę: za 1957 – Zygmunt Wdowiński (w kategorii „Features”), 1969 – Stanisław Jakubowski („Photo Stories”), 1987 – Radosław Sikorski („Spot News”), 1998 – Tomasz Gudzowaty („Nature”), 2002 – Robert Bogusławski & Tomasz Gudzowaty („Sports”), 2007 – Rafał Milach („Arts and Entertainment stories). Ponadto 11 razy zostali wyróżnieni II nagrodą, 12 razy III nagrodą oraz jeden raz „Honorable mention”.
W konkursach za lata 1955–2015 laureatami było 27 Polaków: Robert Bogusławski (2002 2× współautorstwo), Józef Czarniecki (1981), Filip Ćwik (2010), Leopold Dzikowski (1985 współautorstwo), Edward Ettinger (1989), Henryk Grzęda (1962), Wojciech Grzędziński (2008), Tomasz Gudzowaty (1998, 1999, 2002 2× współautorstwo, 2005 współautorstwo, 2007 współautorstwo, 2008, 2010), Stanisław Jakubowski (1969), Kacper Kowalski (2008, 2014, 2015), Witold Krassowski (1991, 2002), Tomasz Lazar (2011), Justyna Mielnikiewicz (2008), Rafał Milach (2007), Jan Morek (1986), Chris Niedenthal (1986), Krzysztof Niemiec (1975), Roman Pienkowski (1956), Grzegorz Rogiński (1985 współautorstwo), Radosław Sikorski (1987), Maciej Skawiński (1997), Tadeusz Trepanowski (1975), Zygmunt Wdowiński (1957), Tomasz Wiech (2008), Anna Bedyńska (2012), Ilona Szwarc (2013), Andrzej Grygiel (2014), Maciek Nabrdalik (2014).

## Polscy laureaci (w układzie chronologicznym)
| Za rok | Laureat                               | Publikacja (agencja)                             | Kategoria                                          | Nagroda           | Zdjęcie(*) | Opis nagrodzonej pracy |
| ------ | ------------------------------------- | ------------------------------------------------ | -------------------------------------------------- | ----------------- | ---------- | --- |
| 1956   | Romuald Pieńkowski                    |                                                  | Photo Stories                                      | 3. nagroda        | 4 fot.     | |
| 1957   | Zygmunt Wdowiński                     |                                                  | Features                                           | 1. nagroda        | pojedyncze | Zegarmistrz przy pracy, Sarajewo, Jugosławia |
| 1962   | Henryk Grzęda                         |                                                  | Features                                           | 3. nagroda        | pojedyncze | Kuba, żołnierz po skończeniu patrolu |
| 1969   | Stanisław Jakubowski                  | Centralna Agencja Fotograficzna (CAF)            | Photo Stories                                      | 1. nagroda        | 8 fot.     | 26 lipca błoto i woda uwięziły 119 ludzi pod ziemią w kopalni węgla „Generał Zawadzki” w Zagłębiu Dąbrowskim. Trzy dni później, wszyscy, poza jedną osobą, zostali uratowani, ratowników wspomagała gigantyczna tarcza wiertnicza sprowadzona z Niemiec Zachodnich. |
| 1975   | Tadeusz Trepanowski                   | „Panorama Północy”                               | News Features                                      | 2. nagroda        | pojedyncze | Zmęczeni duchowni |
| 1975   | Krzysztof Niemiec                     | „Granica”                                        | Happy News & Humor                                 | 3. nagroda        | pojedyncze | Oczko w głowie ojca. |
| 1981   | Józef Czarniecki                      | Gamma                                            | News Features                                      | 2. nagroda        | pojedyncze | Warszawa, grudzień 1981, młoda dziewczyna twarzą w twarz z milicją podczas protestu robotniczego |
| 1985   | Leopold Dzikowski & Grzegorz Rogiński | „Sztandar Młodych” Polska Agencja Interpress     | Arts and Entertainment stories                     | 2. nagroda        | 7 fot.     | Warszawa, XI Międzynarodowy Konkurs Pianistyczny im. Fryderyka Chopina, m.in. Stanisław Bunin laureat I nagrody; francuski pianista Marc Laforêt laureat II nagrody; Jean-Marc Luisada (Francja) 5 nagroda; Krzysztof Jabłoński z dyrygentem Tadeuszem Strugałą |
| 1986   | Chris Niedenthal                      | „Time”                                           | People in the News                                 | 2. nagroda        | pojedyncze | Węgry, portret Lenina grającego w szachy służy jako inspiracja węgierskiemu przywódcy Jánoszowi Kádárowi |
| 1986   | Jan Morek                             | Polska Agencja Interpress                        | Daily Life                                         | Honorable mention | pojedyncze | Korea Północna, pracownik spółdzielni rolniczej odpoczywa w domu pod okiem prezydenta Kim Ir Sena i jego syna Kim Dzong Ila |
| 1988   | Radosław Sikorski                     | „The Observer Magazine”                          | Spot News                                          | 1. nagroda        | pojedyncze | Afganistan, Khushk-e-Serwan, uduszeni w piwnicy własnego domu w wyniku zbombardowania przez afgańskie lotnictwo wytrenowane przez Rosjan, ściśnięte ciała kobiety i jej dwójki dzieci. Ofiary wojny partyzanckiej w Afganistanie. |
| 1989   | Edward Ettinger                       | „Ogoniok”                                        | News Features                                      | 2. nagroda        | pojedyncze | ZSRR, Syberia, pierwszy ogólnokrajowy strajk w Związku Radzieckim. Pomimo że górnicy byli względnie dobrze wynagradzani, strajk szybko rozprzestrzenił się w całym kraju. Kiedy pół miliona górników, dostarczających 40% radzieckiej produkcji węgla, odłożyło narzędzia, większość ich żądań została spełniona. |
| 1991   | Witold Krassowski                     | Network Photographers dla „The Independent”      | Daily Life stories                                 | 3. nagroda        | 9 fot.     | Afganistan, w wyniku sowieckiej inwazji w 1979 roku milion Afgańczyków zginęło w czasie wojny, a pięć milionów opuściło kraj jako uchodźcy. Akceptowanie przemocy i niepewność stały się sposobem życia. |
| 1997   | Maciej Skawiński                      | „Rzeczpospolita”                                 | General News stories                               | 3. nagroda        | 12 fot.    | W lipcu 1997, Polska, Niemcy i Czechy cierpiały w wyniku największej powodzi w tym wieku. W ciągu dwóch tygodni utonęło ponad 100 osób. Utonęła trzoda, zniszczone zostały uprawy i tysiące domów, fabryk, dróg i mostów zostało uszkodzonych lub zniszczonych. Odra na granicy między Niemcami i Polską podniosła się cztery metry ponad swój normalny poziom. |
| 1998   | Tomasz Gudzowaty                      | dla dwutygodnika „Viva”                          | Nature                                             | 1. nagroda        | pojedyncze | Kenia, Masai Mara National Park. Młode gepardy dostają lekcję zabijania. Matka obserwowała je jak bawiły się ofiarą przez 45 min, a następnie ją zabiły i zjadły. Matki zaczynają uczyć młode koty polowania, gdy mają około siedmiu miesięcy. Do wieku 11 miesięcy gepard może skutecznie poradzić sobie z małą zdobyczą, a gdy ukończy 18 miesięcy może już przetrwać samodzielnie. |
| 1999   | Tomasz Gudzowaty                      | „Wprost”                                         | Nature                                             | 2. nagroda        | pojedyncze | Kenia, Mara river, antylopy gnu przeprawiają się przez rzekę. Co roku migrują one z południowej Serengeti w Tanzanii do Masai Mara w Kenii, w poszukiwaniu świeżych pastwisk. Po drodze są łatwym celem dla drapieżników. Około 1,5 miliona zwierząt odbywało wędrówkę w 1999 roku, w największych migracji w ciągu 25 lat. |
| 2002   | Witold Krassowski                     | Network Photographers dla '„National Geographic” | Science & Technology stories                       | 3. nagroda        | 11 fot.    | Polska, maj-czerwiec 2002. Maszynista napełnia lokomotywę OL-49 olejem przed jazdą. Lokomotywy, które jeżdżą na trasie z Wolsztyna do Poznania w zachodniej Polsce obsługują jedną z ostatnich linii parowych w Europie. Ogromne silniki OL-49 mające więcej niż pół wieku, zużywają do 18 000 litrów wody, trzy tony węgla i osiem litrów oleju na 180-kilometrowej trasie. Około 1,5 godziny zajmuje maszyniście przygotowanie lokomotywy do jazdy palenie w kotle, aby uzyskać parę.                                                      |
| 2002   | Robert Bogusławski & Tomasz Gudzowaty | TGP / Focus                                      | Sports                                             | 1. nagroda        | pojedyncze | Chiny, prowincja Henan. Mnisi praktykują najbardziej znaną tradycyjną chińską „wushu” (sztukę walki) w świątyni Shaolin. Podobnie jak wiele innych orientalnych sztuk walki, Shaolin Kung Fu wymaga rygorystycznego połączenie sprawności umysłowej i siły fizycznej. Jej 18 podstawowych pozycji jest inspirowanych przez ruch i zwinność zwierząt. |
| 2002   | Robert Bogusławski & Tomasz Gudzowaty | TGP / Focus dla PKN Orlen                        | Sports stories                                     | 2. nagroda        | 12 fot.    | Chiny, prowincja Henan, 14 lipca – 5 sierpnia. Mnisi z klasztoru Shaolin uczą się swojej szczególnej formy Kung Fu („wushu”, sztuka walki) w szkołach i wielka Martial Arts Academy otworzyła obok swojej świątyni w odpowiedzi na rosnące zainteresowanie społeczeństwa tradycją. Od 1990 „wushu” jest oficjalną dyscypliną medalowych zawodów na Igrzyskach Azjatyckich i jest szansa na włączenie jej w 2008 roku do igrzysk olimpijskich w Pekinie. Dwa inne sztuki walki, taekwondo i judo, biorą już udział w Igrzyskach Olimpijskich. |
| 2005   | Judit Berekai & Tomasz Gudzowaty      | TGP / Focus dla PKN Orlen                        | Sports Feature stories                             | 3. nagroda        | 12 fot.    | Indie, Mysore, Nada kusti jest tradycyjną formą indyjskich zapasów sięgającą tysięcy lat, była metodą stosowaną przy szkoleniu starożytnych wojowników. Zapaśnicy uczestniczą dwa razy dziennie w treningach w tradycyjnym garadi (siłownia). Ćwiczenia odbywają się w hali z podłogą z czerwonej gliny, którą pokrywają się też zapaśnicy uważający, że ma ona właściwości lecznicze. |
| 2007   | Rafal Milach                          | Anzenberger Agency                               | Arts and Entertainment stories                     | 1. nagroda        | 9 fot.     | W czasach komunizmu, cyrk był jedną z najpopularniejszych form rozrywki w Polsce. Polscy wykonawcy pracowali w najbardziej prestiżowych strojach na świecie. Wszyscy pochodzili ze szkoły cyrkowej w Julinku. Od 1990 r. Julinek powoli umiera. Teraz centrum cyrkowe, kiedyś zatrudniające do 1500 artystów i techników zostało zamknięte ze względu na problemy finansowe. www.anzenberger.com |
| 2007   | Judit Berekai & Tomasz Gudzowaty      | Focus Photo und Presse Agentur dla Pozytyw       | Sports Feature                                     | 3. nagroda        | 12 fot.    | Indie. W trakcie ćwiczeń jogi. Varanasi, wcześniej znane jako Benares, to jedno z najstarszych miast na świecie. Od dawna jest ośrodkiem studiów i praktyki jogi. |
| 2008   | Justyna Mielnikiewicz                 | The New York Times                               | People in the News stories                         | 2. nagroda        | 12 fot.    | Gruzja, Gori (fot.1). Rodzina ucieka po wkroczeniu do miasta czołgów rosyjskich 13 sierpnia. W sierpniu wybuchły walki między gruzińską armią i siłami separatystycznymi w separatystycznym regionie Osetii Południowej. Rosyjskie wojska wkroczyły do regionu, który zamieszkuje wielu Rosjan, wspierając tym separatystów. Ponieważ konflikt rozprzestrzenił się poza granice Osetii Południowej ludzie opuścili swoje domy. |
| 2008   | Kacper Kowalski                       | Kosycarz Foto Press                              | Arts and Entertainment stories                     | 2. nagroda        | 8 fot.     | Seria zdjęć przedstawiająca widok z powietrza na ten sam fragment plaży koło Władysławowa o godz. 06:33, 08:16, 09:30, 10:37, 13:56, 17:06, 19:12 i 20:04. |
| 2008   | Wojciech Grzędziński                  | „Dziennik”                                       | Spot News stories                                  | 3. nagroda        | 11 fot.    | Gruzja, Gori. Kobieta zakrywa twarz po rosyjskim bombardowaniu. W sierpniu wybuchł konflikt między Rosją a Gruzją o separatystyczny region Osetii Południowej. 7 sierpnia Gruzja rozpoczęła atak na Osetię Południową, mówiąc, że jego celem jest przywrócenie porządku konstytucyjnego. Rosja wysłała wojska w celu wspierania separatystów, a 9 sierpnia przeprowadziła atak lotniczy na Gori, gruzińskie miasto w pobliżu Osetii Południowej. Wojska rosyjskie zajęły tereny wokół Gori, ale później wycofały się po zawieszeniu broni.   |
| 2008   | Tomasz Gudzowaty                      | Yours Gallery / Focus Photo und Presse Agentur   | Sports Features                                    | 3. nagroda        | 11 fot.    | Mongolia, Banganuur. Młody dżokej stoi obok konia podczas turnieju Naadam. Turniej Naadam ma swoje korzenie w czasach Czyngis-chana, i obejmuje najbardziej popularne w tym kraju sporty: wyścigi, konne, łucznictwo i zapasy. Do 1000 koni jest wybieranych do rywalizowania na różnych trasach po trawiastym kraju. Dzieci są preferowane jako dżokeje, ze względu na ich lekkość. Najlepszy dżokej jest honorowany tytułem „tumny EKH”, czyli „najlepszy z dziesięciu tysięcy”.                                                           |
| 2008   | Tomasz Wiech                          | „Gazeta Wyborcza” Krakow                         | Daily Life                                         | 3. nagroda        | pojedyncze | Kraków, pracownik biura Cap Gemini robi w biurze śniadanie przed rozpoczęciem pracy. |
| 2010   | Tomasz Gudzowaty                      | dla Yours Gallery                                | Prezentacje sportu – reportaż                      | 2. nagroda        | pojedyncze | cykl zdjęć poświęconych wyścigom samochodowym w Meksyku |
| 2010   | Filip Ćwik                            | dla „Newsweek Polska”                            | People in the News stories („Ludzie i wydarzenia”) | 3. nagroda        | 12 fot.    | 13 kwietnia 2010, Warszawa, cykl przedstawiający żałobę w Polsce po katastrofie pod Smoleńskiem w kwietniu 2010 |
| 2011   | Tomasz Lazar                          |                                                  | People in the News                                 | 2. nagroda        | pojedyncze | Nowy Jork, nowojorskie protesty Occupy Wall Street |
| 2011   | Anna Bedyńska                         |                                                  | Staged Portret                                     | 3. nagroda        | pojedyncze | Zuzia – zdjęcie z cyklu White Power, gdzie Bedyńska pokazuje, iż istnieje wiele odmian piękna, a albinizm może być jedną z nich. Dzięki projektowi autorki osoby dotknięte tą choroba miały okazję się spotkać, poznać i być może stowarzyszyć (w Polsce nie istnieje żadne stowarzyszenie skupiające ludzi dotkniętych tą chorobą) |
| 2013   | Ilona Szwarc                          |                                                  | Observed Portraits                                 | 3. nagroda        | pojedyncze | |
| 2014   | Andrzej Grygiel                       | Polska Agencja Prasowa                           | Sport Action                                       | 2. nagroda        | pojedyncze | |
| 2014   | Kacper Kowalski                       | Panos Pictures                                   | Nature                                             | 2. nagroda        | 12 fot.    | |
| 2014   | Maciek Nabrdalik                      | VII                                              | Contemporary Issues                                | 2. nagroda        | pojedyncze | |
| 2015   | Kacper Kowalski                       | Panos Pictures                                   | Long Term Projects                                 | 2. nagroda        | 30 fot.    | |

(*) – w linkach podanych w przypisach obok informacji o nagrodzonych fotografiach zamieszczone są też ich reprodukcje (poza rokiem 1956).

## Polscy jurorzy
- Kazimierz Seko (1973 w Amsterdamie);
- Krzysztof Miller (2000 w Amsterdamie);
- Witold Krassowski;
- Tomasz Tomaszewski (trzykrotnie);

Źródło.